# تل قرچی
تل قرچی مربوط به سده‌های اولیه دوران‌های تاریخی پس از اسلام است و در شهرستان شیراز بخش ارژن، دهستان قره چمن، ۳۰۰ متری مانده به روستای علی‌آباد قرچی، سمت چپ جاده واقع شده و این اثر در تاریخ ۳۰ بهمن ۱۳۸۶ با شمارهٔ ثبت ۲۰۹۲۶ به‌عنوان یکی از آثار ملی ایران به ثبت رسیده است.